# Das alles ist Deutschland
Das alles ist Deutschland ist die erste Single aus dem Album Flersguterjunge des deutschen Rappers Fler. Die Single wurde am 4. Juni 2010 über das Label ersguterjunge veröffentlicht. Als Feature ist Bushido vertreten. Der Refrain des Songs wurde von Sebastian Krumbiegel gesungen.

## Hintergrund
Titel und Refrain zitieren den gleichnamigen Titel der Prinzen von deren Album D aus dem Jahr 2001. Der Text der Strophen unterscheidet sich komplett, widmet sich aber – wenn auch aus anderer Sicht und mit anderen Akzenten – ebenfalls dem Thema, wofür Deutschland steht und welche Erwartungen und Hoffnungen die Interpreten an Deutschland haben.
Der mitwirkende Bushido hatte bereits 2008 mit Für immer jung eine Produktion vorgelegt, in der er mit einem nicht dem Rap zuzuordnenden Künstler (seinerzeit Karel Gott) zusammenarbeitet.
Am 21. Mai 2010 wurde das erste Video zum Album, Flersguterjunge/Mit dem BMW, mit Bushido veröffentlicht. Das Streetvideo wurde in Berlin gedreht. Es zeigt Szenen vor einer Tankstelle und es zeigt den Rapper Fler in einem BMW. Außerdem wurden Ausschnitte der 2010 gespielten Tour mit Bushido und Kay One gezeigt. Im Making-of zum Streetvideo wurde dann die erste Single Das alles ist Deutschland verkündet. Am 7. Juni 2010 wurde dann das Video zur Single veröffentlicht, die Single erschien drei Tage vorher. Am 11. Juni 2010 wurde anschließend das Album Flersguterjunge veröffentlicht.

## Titelliste
Titelliste der CD Das alles ist Deutschland von Fler feat. Bushido.
1. Das alles ist Deutschland
2. Das alles ist Deutschland (Instrumental)

## Produktion
Die Single wurde, wie das gesamte Album Flersguterjunge, hauptsächlich von Bushido, Beatzarre und Djorkaeff produziert.

## Vermarktung
Die Single und das Album wurden von Bushidos Label ersguterjunge vertrieben. Vor Premiere des Musikvideos wurde ein Making-of auf YouTube hochgeladen.

## Chartplatzierungen
Das alles ist Deutschland stieg auf Position 28 in die deutschen Charts ein. In der nächsten Woche fiel die Single auf Platz 47 und in der dritten Woche konnte sie sich auf Platz 58 positionieren. In der vierten Verkaufswoche ging es dann runter bis auf 82 und in der fünften fiel die Single auf Platz 98, bevor sie die Charts verließ. In Österreich und in der Schweiz schaffte es die Single überhaupt nicht in die Charts, was möglicherweise daran liegen könnte, dass sich der Song auf Deutschland bezieht.
| ChartsChartplatzierungen | Höchstplatzierung | Wochen |
| ------------------------ | ----------------- | ------ |
| Deutschland (GfK)        | 28 (5 Wo.)        | 5      |

## Musikvideo
Das Musikvideo zeigt die beiden Rapper neben und auch in einem in Deutschland-Farben lackierten Auto rappen. Es werden Menschen aus verschiedenen Kulturen gezeigt, welche alle in schwarz, rot und in goldenen Farben gekleidet oder geschminkt sind. Der Rapper Fler trägt häufig eine Jacke mit dem Schriftzug „Deutschland“ im Video. Außerdem werden Szenen gezeigt, bei denen Fler mit Graffiti eine Wand bemalt. Der Sänger Sebastian Krumbiegel wird nicht im Video gezeigt. Bis heute hat das Video auf YouTube über vierzehn Millionen Aufrufe.

## Terra X
Im Jahr 2014, sowie im Jahr 2015, wurde eine gekürzte Fassung des Songs als Titelsong für die jeweils dreiteiligen Dokumentationsreihen „Terra X: Deutschland-Saga“ verwendet.